# ناحیه آروون، میشیگان
ناحیه آروون (به انگلیسی: Arvon Township) یک منطقهٔ مسکونی در ایالات متحده آمریکا است که در شهرستان براگا، میشیگان واقع شده‌است.
 ناحیه آروون ۳۴۰٫۲ کیلومتر مربع مساحت و ۴۵۰ نفر جمعیت دارد و ۲۳۴ متر بالاتر از سطح دریا واقع شده‌است.